# Елизаветгоф
Елизаветго́ф (Елисаветгоф, нем. Elisabethof, то есть «двор Елизаветы»)  — деревянный загородный приморский дворец, построенный в 1710-х гг. для младшей дочери Петра I Елизаветы Петровны близ Екатерингофа, одновременно с дворцом Анненгоф, построенным для старшей дочери Анны. Скромные дворцы дочерей Петра I образовали ансамбль, который должен был увековечить состоявшееся в 1703 году морское сражение при Калинкиной.

## История
Елизаветгоф был заложен Петром I  южнее Анненгофа, недалеко от устья реки Емельяновки. Согласно "Походному журналу", строительство дворца началось 4 мая 1714 года, когда  работные люди в присутствии царя расчищали лес. Судя по чертежам дворца, его композиция была похожа на Анненгоф с той разницей, что здесь мезонин треугольного фронтона венчал фонарик со шпилем. Служебные флигели примыкали ко дворцу под прямым углом. Длина фасада дворца составляла 15 саженей (31,95 метра), служебного флигеля - 14 саженей (29,82 метра). Ширина дворца была всего 3 сажени (6,39 метра). Во время наводнения 1723 года  Елизаветгоф серьёзно пострадал, и в 1724 году во дворце проводились ремонтные работы под руководством прапорщика Ф. Бородина.  Камер-юнкер голштинского двора Берхгольц упоминает Елизаветгоф в своём дневнике в записи от 7 сентября 1724 года:
Некоторые из наших придворных осматривали сегодня Анненгоф и Елисаветгоф, два императорских увеселительных дворца, которые недавно возведены на берегу Невы. Первый из них был уже гораздо более отделан, чем второй.
Ко времени правления Елизаветы Петровны дворец был практически заброшен. В конце 1740-х годов появилась идея размещения в помещениях обветшалого дворца исправительного заведения для проституток. Однако эти планы так и не были реализованы: осенью 1752 года в Петербурге случилось сразу пять наводнений, которые нанесли значительный ущерб Елизаветгофу. Вскоре после этого дворец был разобран.

### Местоположение дворца
Место, где в XVIII веке располагался дворец Елизаветгоф, находится в западной части территории ОАО «Кировский завод».